# مورچه انتحاری سری‌لانکایی
مورچه انتحاری سری‌لانکایی (نام علمی: Colobopsis ceylonica)، یک گونه مورچه از زیرتیرهٔ موریان است که در سری‌لانکا یافت می‌شود.